# سان أومير
سان أومير (بالفرنسية: Saint-Omer)‏ هي بلدية تقع في إقليم باد كاليه من منطقة نور با دو كاليه في شمال فرنسا. تبلغ مساحة هذه المدينة 16.4 (كم²)، وترتفع عن سطح البحر 6 م، يبلغ عدد سكانها 15777 نسمة حسب إحصاء المعهد الوطني للإحصاء والدراسات الاقتصادية سنة 2009 م. وترأس Bruno Magnier البلدية خلال فترة (2008-2014).

## توأمة
لسان أومير اتفاقيات توأمة مع كل من:
- دتمولد
- يبر
- ديل [الإنجليزية]‏

## أعلام
- قاي دايفيد
- رومان بوشيه
- تشارلز بلوندن
- جوزيف ليوفيل
- ألكسندر ريبو